# Delta opioidni receptor
δ-opioidni receptori (delta opioid receptor, delta receptor, DOR), je opioidni receptor čiji endogeni ligandi su enkefalini.

## Funkcija
Aktivacija delta receptora proizvodi analgeziju u manjoj meri nego aktivacija mu-opioidnih receptora. Mnogi delta agonisti mogu takođe da uzrokuju epileptičke napade u visokim dozama, mada nemaju svi ovo svojstvo.

## Ligandi
Do nedavno je veoma mali broj fizioloških agenasa za studiranje δ receptora bio dostupan. Kao posledica toga razumevanje njihove funkcije je znatno ograničenije nego što je to  slučaj s drugim opioidnim receptorima za koje su selektivni ligandi bili dostupni.
Nekoliko selektivnih delta opioidnih agonista je dostupno. Među njima su peptidi DPDPE i deltorfin II, i ne-peptidni lekovi poput SNC-80, i potentnijeg (+)-BW373U86, i novijeg leka DPI-287, koji ne proizvodi probleme sa konvulzijama viđene kod ranijih agenasa, i mešoviti mu/delta agonist DPI-3290, koji je mnogo potentniji analgetik nego visoko selektivni delta agonisti. Selektivni antagonisti delta receptora su takođe dostupni. Među njima je najpoznatiji opijatni derivat naltrindol.
Peptidi
- Leu-enkefalin
- Met-enkefalin
- Deltorfini

Ne-peptidi
- 7-Spiroindaniloksimorfon
- N-fenetil-14-etoksimetopon
- [9]
- Norbuprenorfin

Mitragyna Speciosa indolni agonisti:
- Mitraginin
- Mitraginin-pseudoindoksil

### Antagonisti
- Naltriben
- Naltrindol

## Interakcije
Za delta opioidni receptor je pokazano da integuje sa Beta-2 adrenergičkim receptorom, arestin beta 1 i .

## Literatura
1. ↑  Quock RM, Burkey TH, Varga E, Hosohata Y, Hosohata K, Cowell SM, Slate CA, Ehlert FJ, Roeske WR, Yamamura HI (1999). „The delta-opioid receptor: molecular pharmacology, signal transduction, and the determination of drug efficacy”. Pharmacol. Rev. 51 (3): 503—32. PMID 10471416.
2. ↑  Varga EV, Navratilova E, Stropova D, Jambrosic J, Roeske WR, Yamamura HI (2004). „Agonist-specific regulation of the delta-opioid receptor”. Life Sci. 76 (6): 599—612. PMID 15567186. doi:10.1016/j.lfs.2004.07.020.
3. ↑  Jutkiewicz EM, Baladi MG, Folk JE, Rice KC, Woods JH (2006). „The convulsive and electroencephalographic changes produced by nonpeptidic delta-opioid agonists in rats: comparison with pentylenetetrazol”. J. Pharmacol. Exp. Ther. 317 (3): 1337—48. PMID 16537798. doi:10.1124/jpet.105.095810.
4. ↑  Calderon SN, Rothman RB, Porreca F, Flippen-Anderson JL, McNutt RW, Xu H, Smith LE, Bilsky EJ, Davis P, Rice KC (1994). „Probes for narcotic receptor mediated phenomena. 19. Synthesis of (+)-4-[(alpha R)-alpha-((2S,5R)-4-allyl-2,5-dimethyl-1-piperazinyl)-3- methoxybenzyl]-N,N-diethylbenzamide (SNC 80): a highly selective, nonpeptide delta opioid receptor agonist”. J. Med. Chem. 37 (14): 2125—8. PMID 8035418. doi:10.1021/jm00040a002.
5. ↑  Calderon SN, Rice KC, Rothman RB, Porreca F, Flippen-Anderson JL, Kayakiri H, Xu H, Becketts K, Smith LE, Bilsky EJ, Davis P, Horvath R (1997). „Probes for narcotic receptor mediated phenomena. 23. Synthesis, opioid receptor binding, and bioassay of the highly selective delta agonist (+)-4-[(alpha R)-alpha-((2S,5R)-4-Allyl-2,5-dimethyl-1-piperazinyl)-3-methoxybenzyl]- N,N-diethylbenzamide (SNC 80) and related novel nonpeptide delta opioid receptor ligands”. J. Med. Chem. 40 (5): 695—704. PMID 9057856. doi:10.1021/jm960319n.
6. ↑  Jutkiewicz EM (2006). „The antidepressant -like effects of delta-opioid receptor agonists”. Mol. Interv. 6 (3): 162—9. PMID 16809477. doi:10.1124/mi.6.3.7.
7. ↑  Ananthan S (2006). „Opioid ligands with mixed mu/delta opioid receptor interactions: an emerging approach to novel analgesics”. AAPS J. 8 (1): E118—25. PMC 2751430 . PMID 16584118. doi:10.1208/aapsj080114.
8. ↑  Portoghese PS, Sultana M, Takemori AE (1988). „Naltrindole, a highly selective and potent non-peptide delta opioid receptor antagonist”. Eur. J. Pharmacol. 146 (1): 185—6. PMID 2832195. doi:10.1016/0014-2999(88)90502-X.
9. ↑  Le Bourdonnec B, Windh RT, Ajello CW, Leister LK, Gu M, Chu GH, Tuthill PA, Barker WM, Koblish M, Wiant DD, Graczyk TM, Belanger S, Cassel JA, Feschenko MS, Brogdon BL, Smith SA, Christ DD, Derelanko MJ, Kutz S, Little PJ, DeHaven RN, DeHaven-Hudkins DL, Dolle RE (2008). „Potent, orally bioavailable delta opioid receptor agonists for the treatment of pain: discovery of N,N-diethyl-4-(5-hydroxyspiro[chromene-2,4'-piperidine]-4-yl)benzamide (ADL5859)”. Journal of Medicinal Chemistry. 51 (19): 5893—6. PMID 18788723. doi:10.1021/jm8008986.
10. ↑  McVey, M; Ramsay D (2001). „Monitoring receptor oligomerization using time-resolved fluorescence resonance energy transfer and bioluminescence resonance energy transfer. The human delta -opioid receptor displays constitutive oligomerization at the cell surface, which is not regulated by receptor occupancy”. J. Biol. Chem. United States. 276 (17): 14092—9. ISSN 0021-9258. PMID 11278447. doi:10.1074/jbc.M008902200.
11. ↑  Cen, B; Yu Q (2001). „Direct binding of beta-arrestins to two distinct intracellular domains of the delta opioid receptor”. J. Neurochem. United States. 76 (6): 1887—94. ISSN 0022-3042. PMID 11259507. doi:10.1046/j.1471-4159.2001.00204.x.
12. ↑  Whistler, Jennifer L; Enquist Johan (2002). „Modulation of postendocytic sorting of G protein-coupled receptors”. Science. United States. 297 (5581): 615—20. PMID 12142540. doi:10.1126/science.1073308.

## Dodatna literatura
- Narita M, Funada M, Suzuki T (2001). „Regulations of opioid dependence by opioid receptor types.”. Pharmacol. Ther. 89 (1): 1—15. PMID 11316510. doi:10.1016/S0163-7258(00)00099-1.
- Evans CJ; Keith DE; Morrison H (1993). „Cloning of a delta opioid receptor by functional expression.”. Science. 258 (5090): 1952—5. PMID 1335167. doi:10.1126/science.1335167.
- Offermanns S, Schultz G, Rosenthal W (1991). „Evidence for opioid receptor-mediated activation of the G-proteins, Go and Gi2, in membranes of neuroblastoma x glioma (NG108-15) hybrid cells.”. J. Biol. Chem. 266 (6): 3365—8. PMID 1671672.
- Simonin F; Befort K; Gavériaux-Ruff C (1995). „The human delta-opioid receptor: genomic organization, cDNA cloning, functional expression, and distribution in human brain.”. Mol. Pharmacol. 46 (6): 1015—21. PMID 7808419.
- Befort K, Mattéi MG, Roeckel N, Kieffer B (1994). „Chromosomal localization of the delta opioid receptor gene to human 1p34.3-p36.1 and mouse 4D bands by in situ hybridization.”. Genomics. 20 (1): 143—5. PMID 8020949. doi:10.1006/geno.1994.1146.
- Knapp RJ; Malatynska E; Fang L (1994). „Identification of a human delta opioid receptor: cloning and expression.”. Life Sci. 54 (25): PL463—9. PMID 8201839. doi:10.1016/0024-3205(94)90138-4.
- Georgoussi Z, Carr C, Milligan G (1993). „Direct measurements of in situ interactions of rat brain opioid receptors with the guanine nucleotide-binding protein Go.”. Mol. Pharmacol. 44 (1): 62—9. PMID 8393523.
- Bzdega T; Chin H; Kim H (1993). „Regional expression and chromosomal localization of the delta opiate receptor gene.”. Proc. Natl. Acad. Sci. U.S.A. 90 (20): 9305—9. PMC 47556 . PMID 8415697. doi:10.1073/pnas.90.20.9305.
- Ho MK, Wong YH (1997). „Functional role of amino-terminal serine16 and serine27 of G alphaZ in receptor and effector coupling.”. J. Neurochem. 68 (6): 2514—22. PMID 9166747. doi:10.1046/j.1471-4159.1997.68062514.x.
- Hedin KE; Bell MP; Kalli KR (1998). „Delta-opioid receptors expressed by Jurkat T cells enhance IL-2 secretion by increasing AP-1 complexes and activity of the NF-AT/AP-1-binding promoter element.”. J. Immunol. 159 (11): 5431—40. PMID 9548483.
- Jordan BA, Devi LA (1999). „G-protein-coupled receptor heterodimerization modulates receptor function.”. Nature. 399 (6737): 697—700. PMID 10385123. doi:10.1038/21441.
- Petaja-Repo UE; Hogue M; Laperriere A (2000). „Export from the endoplasmic reticulum represents the limiting step in the maturation and cell surface expression of the human delta opioid receptor.”. J. Biol. Chem. 275 (18): 13727—36. PMID 10788493. doi:10.1074/jbc.275.18.13727.
- Gelernter J, Kranzler HR (2000). „Variant detection at the delta opioid receptor (OPRD1) locus and population genetics of a novel variant affecting protein sequence.”. Hum. Genet. 107 (1): 86—8. PMID 10982041. doi:10.1007/s004390050016.
- Guo J; Wu Y; Zhang W (2000). „Identification of G protein-coupled receptor kinase 2 phosphorylation sites responsible for agonist-stimulated delta-opioid receptor phosphorylation.”. Mol. Pharmacol. 58 (5): 1050—6. PMID 11040053.
- Gomes I; Jordan BA; Gupta A (2001). „Heterodimerization of mu and delta opioid receptors: A role in opiate synergy.”. J. Neurosci. 20 (22): RC110. PMID 11069979.
- Xu W; Chen C; Huang P (2000). „The conserved cysteine 7.38 residue is differentially accessible in the binding-site crevices of the mu, delta, and kappa opioid receptors.”. Biochemistry. 39 (45): 13904—15. PMID 11076532. doi:10.1021/bi001099p.
- Hartley JL, Temple GF, Brasch MA (2001). „DNA cloning using in vitro site-specific recombination.”. Genome Res. 10 (11): 1788—95. PMC 310948 . PMID 11076863. doi:10.1101/gr.143000.
- Saeed RW; Stefano GB; Murga JD (2001). „Expression of functional delta opioid receptors in vascular smooth muscle.”. Int. J. Mol. Med. 6 (6): 673—7. PMID 11078827.
- Xiang B; Yu GH; Guo J (2001). „Heterologous activation of protein kinase C stimulates phosphorylation of delta-opioid receptor at serine 344, resulting in beta-arrestin- and clathrin-mediated receptor internalization.”. J. Biol. Chem. 276 (7): 4709—16. PMID 11085981. doi:10.1074/jbc.M006187200.
- Yeo A; Samways DS; Fowler CE (2001). „Coincident signalling between the Gi/Go-coupled delta-opioid receptor and the Gq-coupled m3 muscarinic receptor at the level of intracellular free calcium in SH-SY5Y cells.”. J. Neurochem. 76 (6): 1688—700. PMID 11259487. doi:10.1046/j.1471-4159.2001.00185.x.

## Spoljašnje veze
- „Opioid Receptors: δ”. IUPHAR Database of Receptors and Ion Channels. International Union of Basic and Clinical Pharmacology. Архивирано из оригинала 23. 02. 2014. г.
- delta+Opioid+Receptor на 